# Antonio Alberino
Antonio Américo Alberino (Ciudad de Buenos Aires, Argentina, 26 de octubre de 1910-13 de agosto de 1991) fue un futbolista argentino que se desempeñaba en la posición de delantero.
Su primer equipo fue el Club Atlético Boca Juniors, en donde surgió como futbolista y debutó en el año 1930, tan sólo un año antes de que empiece el profesionalismo de manera oficial en el fútbol argentino.
Con el equipo «xeneize» conquistó los campeonatos de la Primera División de Argentina de los años 1930 y 1931. Continuó su carrera en el Club Atlético Tigre y luego en el Club Atlético All Boys. Se retiró del fútbol en el año 1942.

## Biografía

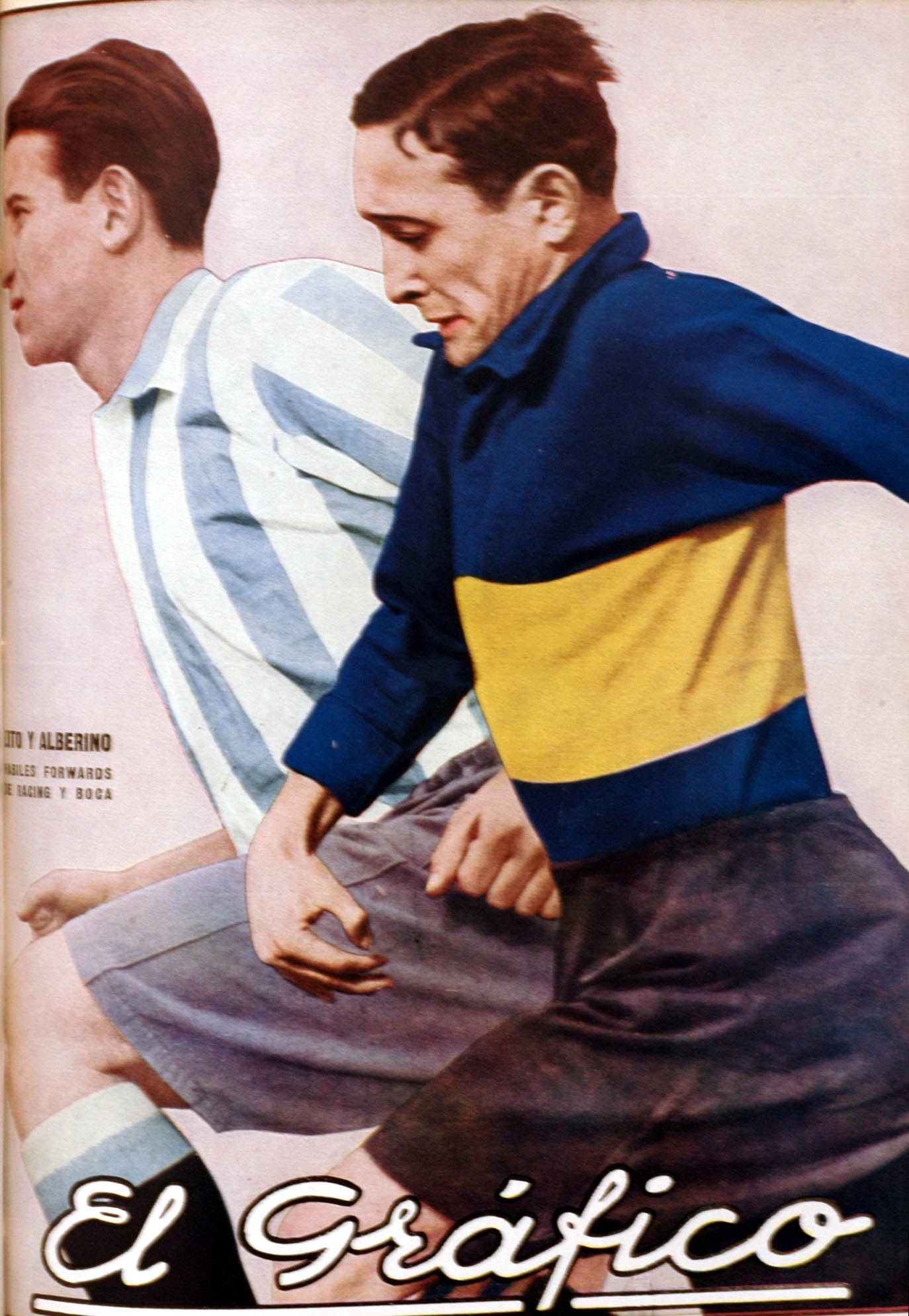
Zito y Alberino en 1933.

Puntero Izquierdo. Ganó dos títulos con Boca Juniors (Campeonatos 1930 y 1931). 
Surgido de las Inferiores de ese mismo club, donde debutó en 1930. Alternó el puesto con Garibaldi, siendo importante en muchos encuentros, como ante River en el 3-1 de 1932 cuando marcó el primero. Siguió su carrera futbolística jugando en Club Atlético Tigre y en el ascenso en All Boys.

## Clubes
| Club         | País      | Año       |
| ------------ | --------- | --------- |
| Boca Juniors | Argentina | 1929-1934 |
| Tigre        | Argentina | 1934-1937 |
| All Boys     | Argentina | 1937-1942 |

## Palmarés

### Campeonatos nacionales
| Torneo           | Club         | País      | Año  |
| ---------------- | ------------ | --------- | ---- |
| Primera División | Boca Juniors | Argentina | 1930 |
| Primera División | Boca Juniors | Argentina | 1931 |